# Familia (stronnictwo)

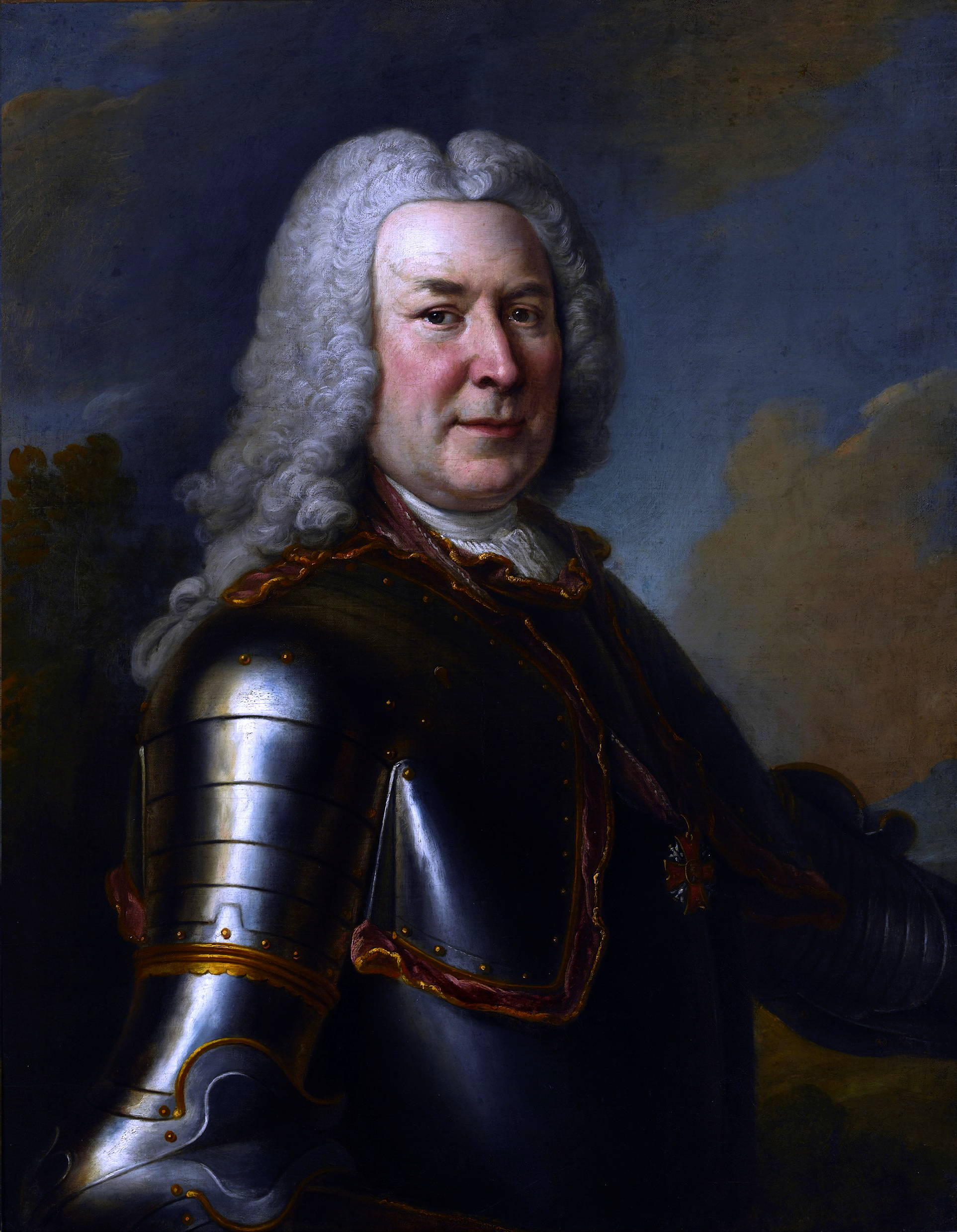
Michał Fryderyk Czartoryski, portret pędzla Louis de Silvestre'a, kanclerz wielki litewski był przywódcą Familii

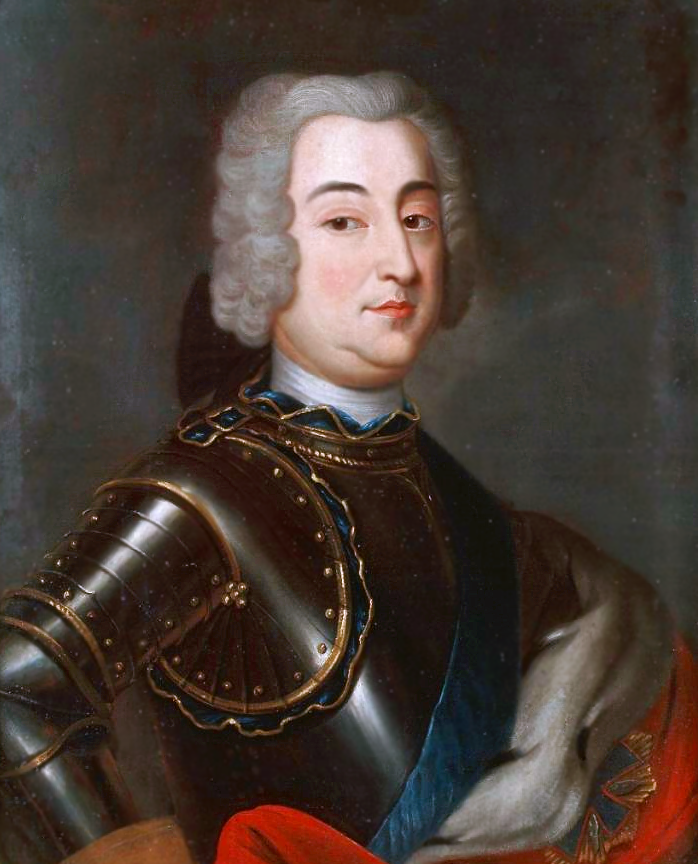
August Aleksander Czartoryski. wojewoda ruski, jeden z przywódców stronnictwa

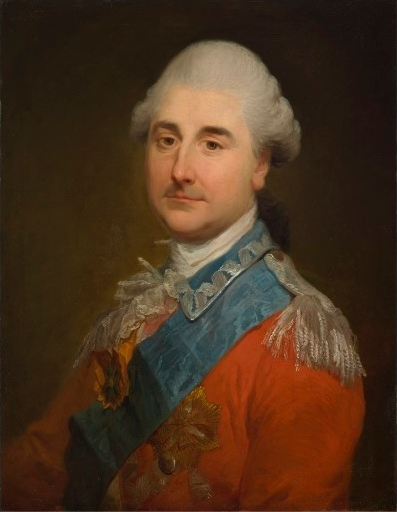
Stanisław Antoni Poniatowski, kandydat Familii do tronu polskiego w 1764 roku

Familia – nazwa stronnictwa powstałego w połowie XVIII wieku, zgrupowanego wokół magnackich rodów Czartoryskich i Poniatowskich, dążącego do wprowadzenia reform społeczno-ustrojowych w Rzeczypospolitej Obojga Narodów. Konfederacja Familii 1764–1766 uznawana jest za konfederacki zamach stanu.

## Skład Familii
Przywódcą stronnictwa był kanclerz wielki litewski Michał Fryderyk Czartoryski. Prominentnymi członkami Familii we wczesnym okresie byli: wojewoda ruski August Aleksander Czartoryski, generał ziem podolskich Adam Kazimierz Czartoryski, podkomorzy koronny Kazimierz Poniatowski, generał austriacki Andrzej Poniatowski, Michał Jerzy Poniatowski, Stanisław Poniatowski, Michał Kazimierz Ogiński, hetman wielki litewski Michał Józef Massalski, biskup wileński Ignacy Jakub Massalski, wojewoda pomorski Paweł Michał Mostowski, podskarbi wielki litewski Jerzy Detloff Flemming, wojewoda inowrocławski Andrzej Hieronim Zamoyski, strażnik wielki koronny Stanisław Lubomirski, biskup płocki Hieronim Antoni Szeptycki i biskup kujawski Antoni Kazimierz Ostrowski.

## Wczesny okres działalności
Od 1743 w sojuszu z saskim ministrem Henrykiem Brühlem. W 1752 Familia przeszła do opozycji wobec dworu Augusta III Sasa i ministra Brühla. Jej rywalem był obóz staroszlachecki (Stronnictwo hetmańskie z Franciszkiem Ksawerym Branickim i Stanisławem Szczęsnym Potockim).

## Sejm konwokacyjny 1764 roku
W oparciu o przeprowadzony z pomocą wojsk rosyjskich zamach stanu Familia postanowiła podjąć próbę reform ustroju Rzeczypospolitej. Ich celem miało być usprawnienie centralnej władzy królewskiej i ukrócenie anarchii, wynikającej z nadużywania "wolności" szlacheckich, np. likwidacja liberum veto w sejmie. Domagali się usprawnienia działalności sejmów oraz reform skarbowo-wojskowych, a także podatkowych. 
Na początku 1764 przywódcy Familii Andrzej Hieronim Zamoyski i August Aleksander Czartoryski poprosili Katarzynę II o wprowadzenie wojsk rosyjskich do Rzeczypospolitej w celu wsparcia ich w starciach z wojskami partii hetmańskiej i poparcia elekcji jej kandydata do tronu polskiego. Nastąpiła wkrótce interwencja rosyjska w ilości 7 tys. żołnierzy, a prywatne wojska Czartoryskich przeszły na żołd rosyjski. W konsekwencji odbył się w dniach 7 maja-23 czerwca 1764 w Warszawie Sejm konwokacyjny dla przygotowania elekcji Stanisława Augusta Poniatowskiego, który jednocześnie przeprowadził szereg ważnych reform ustroju I Rzeczypospolitej. Między innymi zlikwidowano cła prywatne, wprowadzono cło generalne do skarbu państwowego, zniesiono liberum veto w głosowaniu w sprawach skarbowych i wojskowych, wprowadzono zakaz przysięgania posłów na instrukcje poselskie, ujednolicono system miar i wag, zniesiono jurydyki i serwitoriaty. 
Z powodu forsowanego przez rosyjskiego ambasadora Nikołaja Repnina projektu równouprawnienia innowierców, na sejmie Czaplica rozeszły się drogi króla Poniatowskiego i Familii Czartoryskich, którzy zamierzali jedynie wykorzystać pomoc rosyjską do wzmocnienia swojej pozycji politycznej, co miało im dać możliwość późniejszego uniezależnienia się państwa. Odtąd Stanisław August Poniatowski mógł liczyć jedynie na wsparcie rosyjskie.
W 1766 roku Sejm Czaplica i w 1768 roku Sejm Repninowski obaliły większość korzystnych dla państwa zmian ustrojowych wprowadzonych przez Familię na Sejmie konwokacyjnym w 1764.